# Comté de Cerdagne
Le comté de Cerdagne (en latin : comitatus Ceritaniae ; en catalan : comtat de Cerdanya) est au Moyen Âge une entité féodale apparue au IXe siècle, aux mains d'une dynastie autonome à partir de 878, puis possession des comtes de Barcelone à partir de 1117. 
Situé dans la partie orientale des Pyrénées, dans la haute vallée du Sègre, il fait partie de l'ensemble des pays de langue catalane. Devenu une dépendance du royaume d'Aragon, puis du royaume d'Espagne, il est en partie cédé à la France par le traité des Pyrénées (1659).

## Histoire du comté de Cerdagne

### Origines
Le comté de Cerdagne est établi au début du IXe siècle, dans le cadre de l'Empire carolingien. 
À l'origine charge de fonctionnaire de l'empereur (puis du roi), la fonction de comte devient héréditaire sous le règne de Guifred le Velu, qui est à l'origine de la lignée des comtes de Barcelone, puis rois d'Aragon.
À l'époque de Guifred, à la suite du traité de Verdun (843), le comté relève en théorie du royaume de Francie occidentale.

### Période de la dynastie de Cerdagne
Les biens propres de la maison de Cerdagne sont concentrés dans les vallées de Corneillà-de-Conflent, du Capcir et du Carol, ainsi qu'entre Llivia, Angoustrine et Hix. 
La vicomté de Fenouillèdes (alors comté), le Pays de Sault, le Donezan, le Capcir et le Peyrapertusès, issus du démembrement du comté de Razès, sont des possessions des comtes de Cerdagne de 874 à 988 jusqu'à leur rattachement au comté de Besalú.
À la fin du Xe siècle, le comté est réparti entre trois pagi : Bar[Où ?], Llivia et Talló (Bellver de Cerdanya). 

### Passage aux comtes de Barcelone et suites
En 1117, le comte Bernard de Cerdagne étant mort sans descendance, le comté passe à son cousin germain Raimond-Bérenger III de Barcelone.  		

### Cartes

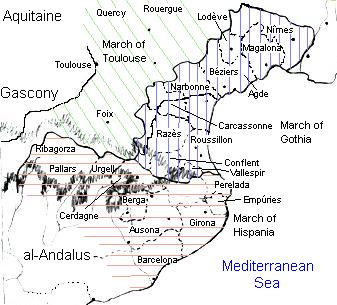
Le comté de Cerdagne parmi les comtés pyrénéens au début du IXe siècle
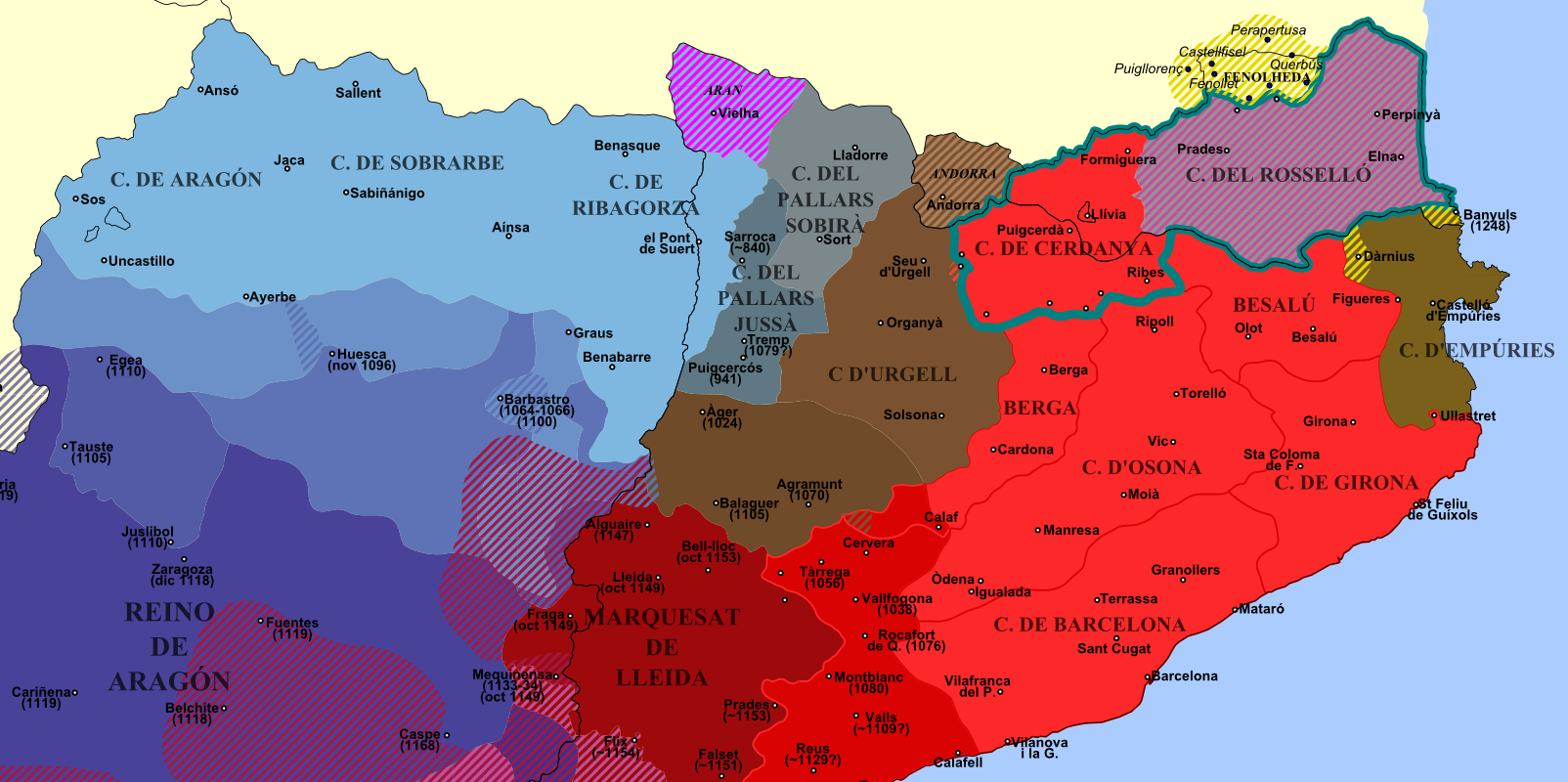
Les comtés de l'est des Pyrénées aux XIe et XIIe siècles

## Liste des comtes de Cerdagne
Voir la page Liste des comtes de Cerdagne

### Liste des comtes amovibles
- 801-812 : Bellon, comte de Carcassonne, de Barcelone, d'Empúries, d'Ausone, de Cerdagne, de Conflent, d'Urgell
- 812-848 : Sunifred Ier, comte de Barcelone, d'Ausone, de Cerdagne, de Conflent, d'Urgell, de Gérone, duc de Septimanie, marquis de la marche d'Espagne
- 855-869 : Salomon d'Urgell
- 869-878 : Guifred le Velu, comte de Barcelone, de Gérone, de Besalú, de Cerdagne, marquis de la marche d'Espagne

### Liste des comtes héréditaires

Armoiries des comtes de Cerdagne

- 878-897 : Guifred Ier le Velu, comte de Barcelone, de Gérone, de Besalú, de Cerdagne, marquis de la marche d'Espagne
- 878-896 : Miron Ier le Vieux, comte associé de Conflent et de Cerdagne, aussi comte d'Empuries (873-896) et de Roussillon (878-896) (co-règne).
- 897-927 : Miron II, comte de Cerdagne et de Besalú
- 927-942 : régence d'Ava de Carcassonne, veuve de Miron II et mère de Sunifred II.
- 927-948 (ou 940 — 948) : Sunifred II, comte de Cerdagne (son frère Guifred II est comte da Besalu).
- 948-957 : Sunifred II et Guifred II comtes de Cerdagne et de Besalú (co-règne)
- 957-967 : Sunifred II, comte de Cerdagne et de Besalú (seul comte après le décès de son frère).
- 967-988 : Oliba Cabreta, comte de Cerdagne et de Besalú (984-988)
- 988-1035 : Guifred II, comte de Cerdagne
- 1035-1068 : Raimond Ier, comte de Cerdagne
- 1068-1095 : Guillaume-Raymond Ier, comte de Cerdagne et de Berga
- 1095-1109 : Guillaume II Jourdain, comte de Cerdagne
- 1109-1117 : Bernard Ier, comte de Cerdagne, de Conflent, de Berga
- 1117 : le titre passe au comte de Barcelone Raimond-Bérenger III, puis à ses descendants.